# 拉凯里
拉凯里（Lakheri），是印度拉贾斯坦邦Bundi县的一个城镇。总人口26910（2001年）。

## 人口
该地2001年总人口26910人，其中男性13967人，女性12943人；0—6岁人口3861人，其中男2008人，女1853人；识字率63.83%，其中男性为76.97%，女性为49.65%。